# Ananko
Ananko ou Annanko (安南光, Annankō) é um kata do caratê, cuja autoria é atribuída ao mestre Chotoku Kyan, o qual teria adaptado um exercício que aprendera durante suas viagens empreendidas até o sul da China, ou, mais especificamente, à Ilha Formosa. É uma kata da linha descendente do estilo Tomari-te. Ou ainda, o kata pode ser uma herança familiar.

## História
Conforme sucede com outros kata, a origem de Annako está envolta sob uma bruma de mistério, eis que há duas estórias sobre como surgiu a forma.
A primeira versão diz que mestre Chotoku Kyan aprendeu o kata enquanto viajava até a China, que a verdadeira origem seriam os estilos de chuan fa praticados em Taiwan. Aí, há outra bifurcação no conto, pois alguns afirmam que mestre Kyan ou teria aprendido o kata com um mestre chinês, que visitou Oquinaua, ou que teria aprendido no continente e levado depois para sua terra natal. A sugestão de que o kata teria vindo da Ilha Formosa reside no facto de que aquela ínsula localiza-se ao sul de Oquinaua, portanto o nome «luz do sul» seria uma clara referência.
A segunda versão diz que o mestre Kyan foi ele próprio o criador do kata ou que o aprendeu de seu pai, adaptando-o mai tarde a seu biótipo. E esta versão é eventualmente sustentada pelo conjunto de técnicas do kata, que são todas autóctones de Oquinaua e, por outro lado, diferente do que sucede a outros kata, não se conhece um correspondente exacto em China. Diz-se ainda que a forma original seria uma compilação das técnicas de outros kata, Seisan, Bassai e Wanshu.
Esta última versão também levanta uma outra hipótese, a que mestre Kyan teria restaurado uma forma vetusta nativa do okinawa-te de Tomari.
A forma, segundo ensinava mestre Kyan, possuía três diferentes versões, mas todas elas com técnicas assemelhadas. Há ainda uma variante praticada pela escola Matsubayashi-ryu, pero esta é obra de mestre Shoshin Nagamine como uma forma de prestar tributo honorífico a mestre Kyan.

### Genealogia
|            |           |           |           |           |           |  |  |                  |                  |                  |                  |                  |                  |  |  |                  |                  | Tomari-te        |                  |                  |                  |  |  |          |          |          |          |          |          |  |  |  |  |  |  |           |  |
|            |           |           |           |           |           |  |  |                  |                  |                  |                  |                  |                  |  |  |                  |                  |                  |                  |                  |                  |  |  |          |          |          |          |          |          |  |  |  |  |  |  |           |  |
|            |           |           |           |           |           |  |  |                  |                  |                  |                  |                  |                  |  |  |                  |                  |                  |                  |                  |                  |  |  |          |          |          |          |          |          |  |  |  |  |  |  |           |  |
|            |           |           |           |           |           |  |  |                  |                  | Shorin-ryu       |                  |                  |                  |  |  |                  |                  |                  |                  |                  |                  |  |  |          |          |          |          |          |          |  |  |  |  |  |  |           |  |
|            |           |           |           |           |           |  |  |                  |                  |                  |                  |                  |                  |  |  |                  |                  |                  |                  |                  |                  |  |  |          |          |          |          |          |          |  |  |  |  |  |  | Uechi-ryu |  |
|            |           |           |           |           |           |  |  |                  |                  |                  |                  |                  |                  |  |  |                  |                  |                  |                  |                  |                  |  |  |          |          |          |          |          |          |  |  |  |  |  |  |           |  |
| Shito-ryu  | Shito-ryu | Shito-ryu | Shito-ryu | Shito-ryu | Shito-ryu |  |  | Shindo jinen ryu | Shindo jinen ryu | Shindo jinen ryu | Shindo jinen ryu | Shindo jinen ryu | Shindo jinen ryu |  |  | Matsubayashi-ryu | Matsubayashi-ryu | Matsubayashi-ryu | Matsubayashi-ryu | Matsubayashi-ryu | Matsubayashi-ryu |  |  | Seibukan | Seibukan | Seibukan | Seibukan | Seibukan | Seibukan |  |  |  |  |  |  |           |  |
| Shito-ryu  | Shito-ryu | Shito-ryu | Shito-ryu | Shito-ryu | Shito-ryu |  |  | Shindo jinen ryu | Shindo jinen ryu | Shindo jinen ryu | Shindo jinen ryu | Shindo jinen ryu | Shindo jinen ryu |  |  | Matsubayashi-ryu | Matsubayashi-ryu | Matsubayashi-ryu | Matsubayashi-ryu | Matsubayashi-ryu | Matsubayashi-ryu |  |  | Seibukan | Seibukan | Seibukan | Seibukan | Seibukan | Seibukan |  |  |  |  |  |  |           |  |
| Hayashi-ha |           |           |           |           |           |  |  |                  |                  |                  |                  |                  |                  |  |  |                  |                  |                  |                  |                  |                  |  |  |          |          |          |          |          |          |  |  |  |  |  |  |           |  |

## Características
Compõem a forma as técnicas mais peculiares do estilo tomari-te, haja vista a predominância de técnicas lineares e a prevalência de posturas mais baixas e a rápida transição às mais altas. O embusen é elástico, com alternância de direção e sentidos.